# سيموفنت 90/53
سيموفنت 90/53 (بالإيطالية : Semovente 90/53) كانت مدفعية ثقيلة إيطالية ذاتية الحركة خدمت بالجيشين الإيطالي والألماني في الحرب العالمية الثانية واستخدمت كقانصة دبابات بجانب عملها كمدفعية ذاتية الحركة.
تم تصنيع وتطوير المركبة عن طريق تركيب مدفع مضاد للطائرات ذو عيار 90 مم على أعلى هيكل موسع للدبابة فيات إم 14/41. فقط 48 من هذه المركبات تم تصنيعها، كلها سنة 1941. هذه القلة التصنيعية لهذه المركبة كان بسبب تقلص القدرة الإيطالية الصناعية ذلك الوقت، وأيضا للطلب الكبير للمدفع عيار 90 مم المضاد للطائرات لاستخدامه في وظائفه العادية التي هي الدفاع الجوي ضد الطائرات المعادية.
و كان سبب تصميم سيموفنت 90/53 الرئيسي هو استخدامها كسلاح متنقل مضاد للدبابات على الجبهة الشرقية لمواجهة الأعداد المتزايدة من الدبابة السوفيتية تي-34، وأيضا لمواجهة الدبابة السوفيتية الثقيلة كليمنت فوروشيلوف. حيث كانت القوات الإيطالية المدرعة على طول الجبهة الشرقية تملك دبابات فيات L6/40 والمدفعية ذاتية الحركة سيموفنت 47/32 التي لم تقدر على مواجهة الدبابات السوفيتية المتوسطة والثقيلة. لم يتم إرسال أي من هذه المركبات إلى الجبهة الشرقية.
و من العيوب في سيموفنت 90/53 ما يلي :
- البنية الفوقية لها كانت مكشوفة من الجهة العلوية والخلفية مما يجعل طاقمها معرض للشظايا والأسلحة النارية الخفيفة الأخرى.
- التدريع الضعيف، بسبب أنها مصممة للاستخدام البعيد نسبيا الذي يضمن عدم تعرضها لنيران العدو.
- أن حمولتها من الذخيرة قليلة جدا (6 قطع)، فاقتضى هذا النقص تخصيص بعض دبابات فيات L6/40 لنقل الذخيرة. بحيث يرافق كل 90/53 دبابة واحدة لنقل الذخيرة.

## التاريخ القتالي
لم يتم إرسال أي منها إلى الجبهة الروسية. أما في حملة شمال إفريقيا فقد كانت سلاحا فعالا بسبب مداها الطويل والبيئة الصحراوية المنبسطة التي ساعدتها في مواجهة الحلفاء. حوالي 24 منها شاركت في الدفاع عن صقلية . وبعد استسلام إيطاليا سنة 1943، خدمت في الجيش الألماني كمدفعية طويلة المدى بسبب البيئة الجبلية.

## وصلات خارجية
- Semovente da 90/53 at wwiivehicles.com
- SEMOVENTE da 90/53 at comandosupremo.com
- WWII U.S. Report on Semovente 90/53, June 1943